# Chlorobyrrhulus piochardi
Chlorobyrrhulus piochardi là một loài bọ cánh cứng trong họ Byrrhidae. Loài này được v Heyd, miêu tả khoa học năm 1870.